# Amfíon de Cnossos
Amfíon de Cnossos (en grec antic: Ἀμφίων; en llatí: Amphion), fill d'Acèstor, fou un escultor grec nascut a Cnossos (Creta), deixeble de Ptòlic de Corcira i mestre de Pisó de Calaurea. Va florir cap als anys 428/424 aC.
Va executar un grup d'estàtues entre les quals destacava la figura de Batos I, el colonitzador de Cirene i fundador dels Batíades, representat damunt d'un carro, amb una personificació de Líbia coronant-lo i la nimfa Cirene conduint. Aquest grup va ser dedicat pel poble de Cirene a Delfos, segons Pausànies.